# Wyspa doktora Moreau (film 1932)
Wyspa doktora Moreau (org. Island of Lost Souls) – amerykański film przygodowy z 1932 roku, oparty na motywach powieści Wyspa doktora Moreau Herberta Georga Wellsa. Został zrealizowany w erze Pre-Code.

## Obsada
- Charles Laughton – doktor Moreau
- Richard Arlen – Edward Parker
- Leila Hyams – Ruth Thomas
- Béla Lugosi – głosiciel prawa
- Kathleen Burke – Lola, kobieta-pantera
- Arthur Hohl – Montgomery
- Stanley Fields – kapitan Davies
- Paul Hurst – kapitan Donahue
- Hans Steinke – Ouran
- George Irving – konsul